# Sutton Castle (Dublin)
Sutton Castle eller Sutton House er en viktoriansk herregård i tudorstil med haveanlæg, der ligger på sydkysten af Howth Head med udsigt over Dublin Bay i forstæderne af Dublin, Irland. Det blev tegnet til producent og politiker Andrew Jameson, oldebarn af John Jameson, af arkitekten Alfred Darbyshire. Det blev bygget fra omkring 1880-1980.